# Kristján Jónsson (politiker)
Kristján Jónsson, född 4 mars 1852 i Gautland nära Mývatn i Suður-Þingeyjarsýsla, död 2 juli 1926, var Islands statsminister från 14 mars 1911 till 24 juli 1912. Han var son till Jón Sigurðsson (1828–1889) och svärfar till Sigurður Eggerz.